# Jean de Montfort-Castres
Pour les articles homonymes, voir Jean de Montfort.
 (juin 2021).
Jean de Montfort, mort en décembre 1300, fut comte de Squillace, seigneur de la Ferté-Alais, de Bréthencourt, et de Castres-en-Albigeois de 1270 à 1300. Il était fils de Philippe II de Montfort, comte de Squillace, seigneur de la Ferté Alais, de Bréthencourt et de Castres et de Jeanne de Lévis-Mirepoix. Sous Charles Ier, il fut connétable de Sicile et camérier du roi.
Il succédà à son père mort en 1270 à Tunis au cours de la huitième croisade. Il vécut dans le royaume de Naples où il fut nommé capitaine général de Calabre, en 1299. Il mourut l'année suivante, sans avoir eu d'enfants et malgré trois mariages :
1. avec Isabella Meletta, fille de Manfred Maletta,
2. avec Giovanna di Fasanella, dame de Genzano, fille de Pandolfo di Fasanella,
3. et avec Marguerite de Beaumont-en-Gâtinais, fille de Pierre de Beaumont, comte de Montescaglioso et d'Alba, et de Filippa de Ceccano. Veuve, celle-ci se remaria à Robert II de Dreux, seigneur de Beu.

## Sources
1. ↑  Les Princes angevins du XIIIe au XVe siècle ; un destin européen ; actes des journées d'étude des 15 et 16 juin 2001 organisées par l'Université d'Angers et les Archives Départementales de Maine-et-Loire ; [Journées sur l'Histoire des Princes Angevins des Derniers Siècles du Moyen Âge qui se sont tenues à Fontevrault], Presses Univ. de Rennes, coll. « Collection "Histoire" », 2003 (ISBN 978-2-86847-735-4)

- http://fmg.ac/Projects/MedLands/JERUSALEM%20NOBILITY.htm
- http://generoyer.free.fr/H-PhilippedeMONTFORT.htm